# Wallace (Idaho)
Wallace – miasto w Stanach Zjednoczonych, w stanie Idaho, w hrabstwie Shoshone.

## Znane osoby
W Wallace urodzili się aktorka Lana Turner oraz biskup Fairbanks Robert Louis Whelan.